# 拉尼贝恩努尔
拉尼贝恩努尔（Ranibennur），是印度卡纳塔克邦Haveri县的一个城镇。总人口89594（2001年）。

## 人口
该地2001年总人口89594人，其中男性46001人，女性43593人；0—6岁人口11648人，其中男6028人，女5620人；识字率69.54%，其中男性为75.25%，女性为63.52%。